# Tretospeira ugandensis
Tretospeira ugandensis är en svampart som först beskrevs av Clifford George Hansford, och fick sitt nu gällande namn av Piroz. 1972. Tretospeira ugandensis ingår i släktet Tretospeira, divisionen sporsäcksvampar och riket svampar.   Inga underarter finns listade i Catalogue of Life.